# SM U 28 (Németország)
Az U 28 a Német Császári Haditengerészet egyik tengeralattjárója volt az első világháborúban. Az egyik első tengeralattjáró volt, mely a korlátlan tengeralattjáró-háború meghirdetése utáni hetekben az Angliától nyugatra lévő vizeken tevékenykedett, és a Falaba brit gőzhajó elsüllyesztésével a Trasher-incidens kiváltója lett. A tengeralattjáró 1917. szeptember 2-án veszett oda az Északi-fok közelében, mikor egy általa megtorpedózott brit kereskedelmi hajót, az Olive Branch-ot tűz alá vett, és annak lőszerszállítmánya a levegőbe repült, végzetes károkat okozva a tengeralattjáróban. A legénységének minden tagja odaveszett.

## Építése és szolgálatba állítása
Az U 28 egy ún. kettős héjazatú tengeralattjáró volt, melyet nyílttengeri bevetések végrehajtására terveztek. A megépítésére 1912. február 19-én a danzigi Kaiserliche Werft kapott megbízást és 1913. augusztus 30-án bocsátották vízre az elkészült hajót. A szolgálatba állítására 1914. június 26-án került sor, mikortól az első parancsnoka báró Georg-Günther von Forstner sorhajóhadnagy lett.

## Technikai jellemzői
A tengeralattjáró 64,7 m hosszú, 6,32 m széles volt, a merülése 3,48 m volt felszínen haladva. A vízkiszorítása a vízfelszínen 669 t, a víz alatt 864 t volt. A fedélzetén 35 fő teljesített szolgálatot, közöttük 4 tiszt. A felszínen két, a MAN által gyártott hathengeres négyütemű dízelmotorral haladt, melyek együttesen 2000 le (1471 kW) leadására voltak képesek. A víz alatti haladáshoz két az AEG által gyártott elektromotort használt együttesen 1200 le-vel (880 kW). Ezek az erőforrások a felszínen 16,7 csomós, a víz alatt 9,8 csomós sebesség elérését tették lehetővé. A felszínen haladva a hatótávolsága 8420 tengeri mérföld volt (156 000 km). A maximálisan 50 méteres merülési mélységben 5 csomóval haladva 85 tengeri mérföldet tudott megtenni. A hat torpedóját az orrba illetve a tatba beépített torpedóvető csővel tudta kilőni. A fedélzetén két darab 8,8 cm űrméretű, 30-as kaliberhosszúságú gyorstüzelő ágyú kapott helyet.

## Szolgálata
Az U 28 17 bevetésen vett részt, melyeken 39 kereskedelmi hajót süllyesztett 93 782 BRT hajótérrel. Más források szerint 40 hajó esett áldozatául 90 126 BRT hajótérrel. Ezeken kívül három hajót rongált meg (14 976 BRT), és kettőt ejtett zsákmányul (3226 BRT).

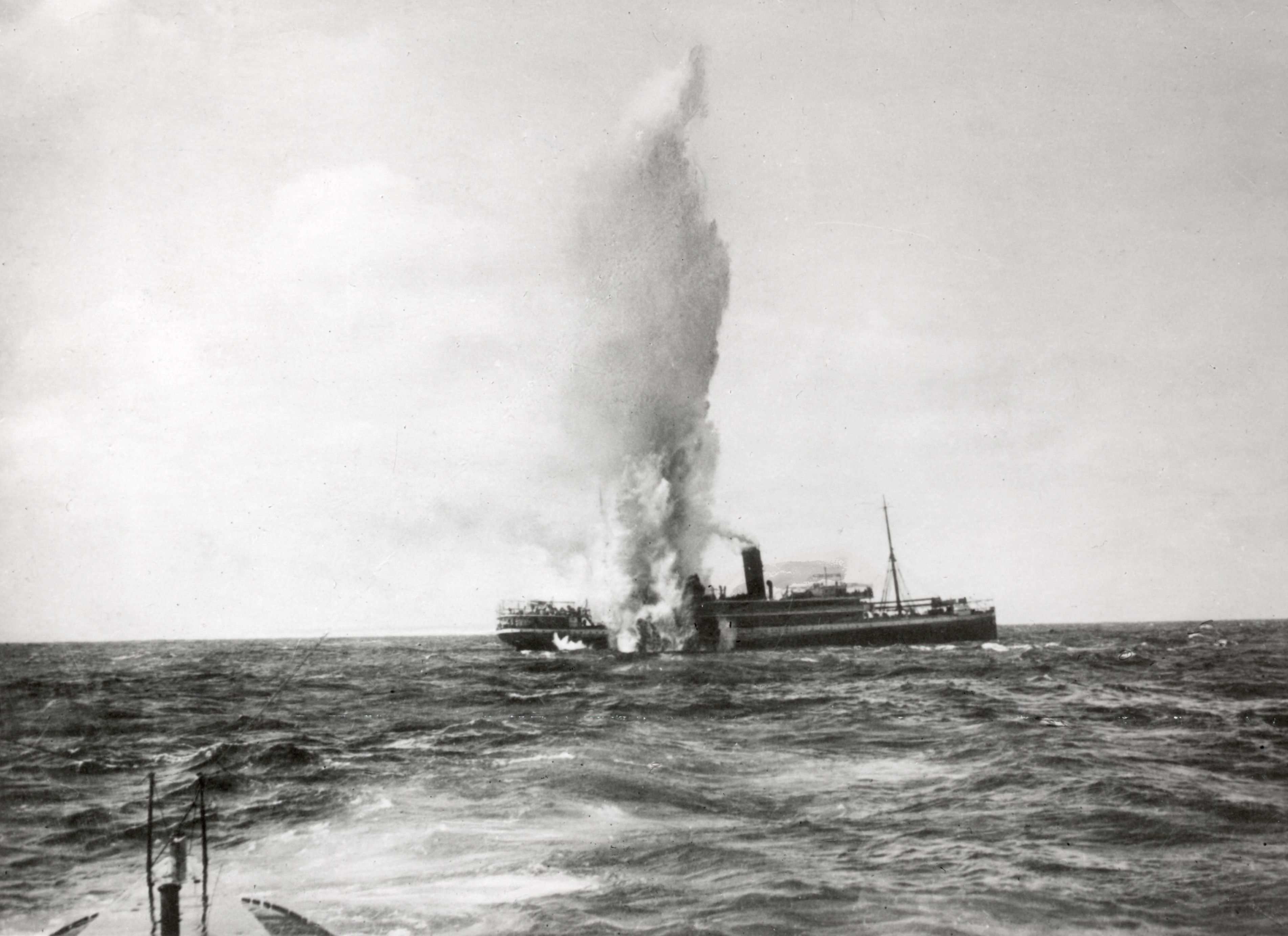
A Falaba megtorpedózása, előtérben bal oldalt az U 28 tatja

1915. március 28-án a Szent György-csatornán megállította az előle menekülni igyekvő Falaba teher- és utasszállító hajót, melynek 10 percet adott Forstner az evakuálásra. Miután látta, hogy a csónakok vízre tétele nagy nehézséget okoz a legénységnek, és több csónak felborult, vagy egyszerűen szétesett a vízben, további 13 percet várt, mielőtt kilőtte a torpedót a hajóra. Az eset során 104 ember veszítette életét, akik túlnyomórészt vízbe fulladtak. A halottak között volt egy amerikai állampolgár, egy bizonyos Leon Chester Trasher is. A brit propaganda az eseményekből igyekezett külpolitikai sikert kovácsolni azzal a váddal, hogy a németek csak 5 percet adtak a hajó átadására, ezzel pedig tömeggyilkosságot követtek el. Az eset rövid ideig feszültséget okozott az USA és Németország között (Thrasehr-incidens), ám miután a túlélők beszámolói ismertekké váltak az eseményről, az amerikai kormányzat eltekintett a helyzet kiélezésétől.
1917. szeptember 2-án az U 28 alámerülve megtorpedózta az Arhangelszk felé tartó brit Olive Branch teherhajót (4649 BRT) az Északi-fok közelében. Miután a sérült teherhajó megállt, a legénysége csónakokba szállva elhagyta a fedélzetét. Schmidt sorhajóhadnagy utasítására az U 28 felemelkedett a felszínre, hogy a fedélzeti löveggel gyorsítsa fel a hajó süllyedését. A második kilőtt lövedék a raktérben lévő lőszerkészletet találta el, robbanás következett be. Az Olive Branch levegőbe repülő törmelékeinek egy aláhulló nagyobb darabja megrongálta a tengeralattjárót, amitől az süllyedni kezdett. Hasonló módon veszett oda az U 132 is a második világháborúban, melyet szintén egy lőszerszállító felrobbanása süllyesztett el. Néhány tengerésznek még sikerült kimenekülnie a tengeralattjáróból, őket viszont a brit hajótöröttek nem mentették ki a vízből. Így a német legénység mind a 39 tagja odaveszett. Az U 28 megközelítően a 72° 24’ É, 27° 56’ K koordinátákon süllyedt el.
Egy legenda szerint a teherhajó lőszerszállítmányának robbanása egy a fedélzeten szállított teherautót repített a levegőbe, és ez nagy magasságból alázuhanva csapódott a tengeralattjáróba, annak vesztét okozva.

### AzU 28által elsüllyesztett, elfogott, illetve megrongált hajók
| Dátum               | Hajónév             | Nemzetiség | Hajótér (BRT) / Vízkiszorítás (t) | Sorsa         |
| ------------------- | ------------------- | ---------- | --------------------------------- | ------------- |
| 1915. március 17.   | Leeuwarden          |            | 990                               | elsüllyesztve |
| 1915. március 18.   | Zaanstrom           |            | 1,657                             | lefoglalva    |
| 1915. március 18.   | Batavier V          |            | 1,569                             | lefoglalva    |
| 1915. március 25.   | Medea               |            | 1,235                             | elsüllyesztve |
| 1915. március 27.   | Aguila              |            | 2,114                             | elsüllyesztve |
| 1915. március 27.   | South Point         |            | 3,837                             | elsüllyesztve |
| 1915. március 27.   | Vosges              |            | 1,295                             | elsüllyesztve |
| 1915. március 28.   | Falaba              |            | 4,806                             | elsüllyesztve |
| 1915. március 28.   | City Of Cambridge   |            | 3,788                             | megrongálva   |
| 1915. március 29.   | Flaminian           |            | 3,500                             | elsüllyesztve |
| 1915. március 29.   | Theseus             |            | 6,723                             | megrongálva   |
| 1915. március 30.   | Crown of Castile    |            | 4,505                             | elsüllyesztve |
| 1915. július 30.    | Iberian             |            | 5,223                             | elsüllyesztve |
| 1915. július 31.    | Nugget              |            | 405                               | elsüllyesztve |
| 1915. július 31.    | Turquoise           |            | 486                               | elsüllyesztve |
| 1915. augusztus 1.  | Benvorlich          |            | 3,381                             | elsüllyesztve |
| 1915. augusztus 1.  | Clintonia           |            | 3,830                             | elsüllyesztve |
| 1915. augusztus 1.  | Koophandel          |            | 1,736                             | elsüllyesztve |
| 1915. augusztus 1.  | Ranza               |            | 2,320                             | elsüllyesztve |
| 1915. augusztus 2.  | HMS Portia          |            | 494                               | elsüllyesztve |
| 1915. augusztus 3.  | Costello            |            | 1,591                             | elsüllyesztve |
| 1915. augusztus 4.  | Midland Queen       |            | 1,993                             | elsüllyesztve |
| 1916. március 26.   | Norne               |            | 1,224                             | elsüllyesztve |
| 1916. március 28.   | Rio Tiete           |            | 3,042                             | elsüllyesztve |
| 1916. március 30.   | Trewyn              |            | 3,084                             | elsüllyesztve |
| 1916. március 30.   | Saint Hubert        |            | 232                               | elsüllyesztve |
| 1916. március 31.   | Vigo                |            | 1,137                             | elsüllyesztve |
| 1916. április 1.    | Bengairn            |            | 2,127                             | elsüllyesztve |
| 1917. május 29.     | Fridtjof Nansen     |            | 2,190                             | elsüllyesztve |
| 1917. május 29.     | Karna               |            | 210                               | elsüllyesztve |
| 1917. május 29.     | Kodan               |            | 217                               | elsüllyesztve |
| 1917. június 3.     | Merioneth           |            | 3,004                             | elsüllyesztve |
| 1917. június 4.     | Algol               |            | 2,088                             | elsüllyesztve |
| 1917. június 5.     | Alaska              |            | 90                                | elsüllyesztve |
| 1917. június 5.     | Duen                |            | 30                                | elsüllyesztve |
| 1917. június 5.     | Sydkap              |            | 40                                | elsüllyesztve |
| 1917. június 8.     | Manchester Engineer |            | 4,465                             | megrongálva   |
| 1917. június 8.     | Sverre II           |            | 44                                | elsüllyesztve |
| 1917. június 10.    | Marie Elsie         |            | 2,615                             | elsüllyesztve |
| 1917. június 10.    | Perla               |            | 5,355                             | elsüllyesztve |
| 1917. augusztus 28. | Hidalgo             |            | 4,271                             | elsüllyesztve |
| 1917. augusztus 28. | Whitecourt          |            | 3,680                             | elsüllyesztve |
| 1917. augusztus 28. | Marselieza          |            | 3,568                             | elsüllyesztve |
| 1917. szeptember 1. | Dront               |            | 3,488                             | elsüllyesztve |
| 1917. szeptember 2. | Olive Branch        |            | 4,649                             | elsüllyesztve |

## Parancsnokai[3]
| Név                             | Rendfokozat    | -tól               | -ig                 |
| ------------------------------- | -------------- | ------------------ | ------------------- |
| Georg-Günther von Forstner báró | sorhajóhadnagy | 1914. augusztus 1. | 1914. június 14.    |
| Otto Rohrbeck                   | sorhajóhadnagy | 1916. június 15.   | 1916. augusztus 4.  |
| báró Degenhart von Loë          | sorhajóhadnagy | 1916. augusztus 5. | 1917. január 14.    |
| Georg Schmidt                   | sorhajóhadnagy | 1917. január 15.   | 1917. szeptember 2. |

## Fordítás
- Ez a szócikk részben vagy egészben  az   U 28 (U-Boot, 1914) című német Wikipédia-szócikk ezen változatának fordításán alapul.  Az eredeti cikk szerkesztőit annak laptörténete sorolja fel. Ez a jelzés csupán a megfogalmazás eredetét és a szerzői jogokat jelzi, nem szolgál a cikkben szereplő információk forrásmegjelöléseként.
- Ez a szócikk részben vagy egészben  a   SM U-28 (Germany) című angol Wikipédia-szócikk ezen változatának fordításán alapul.  Az eredeti cikk szerkesztőit annak laptörténete sorolja fel. Ez a jelzés csupán a megfogalmazás eredetét és a szerzői jogokat jelzi, nem szolgál a cikkben szereplő információk forrásmegjelöléseként.